# Nagroda Wielkiego Kalibru
Nagroda Wielkiego Kalibru – nagroda literacka przyznawana od 2004 przez Stowarzyszenie Miłośników Kryminału i Sensacji „Trup w szafie” za najlepszą polskojęzyczną powieść kryminalną lub powieść sensacyjną. Nominowane do nagrody na dany rok mogą być powieści, które ukazały się drukiem w roku minionym. Założyciele kapituły to: Artur Górski, Marcin Baran, Witold Bereś, Piotr Bratkowski, Irek Grin, Marcin Świetlicki. Przyznawane są również Honorowa Nagroda Wielkiego Kalibru oraz Nagroda Czytelników Wielkiego Kalibru.

## Nagroda Wielkiego Kalibru

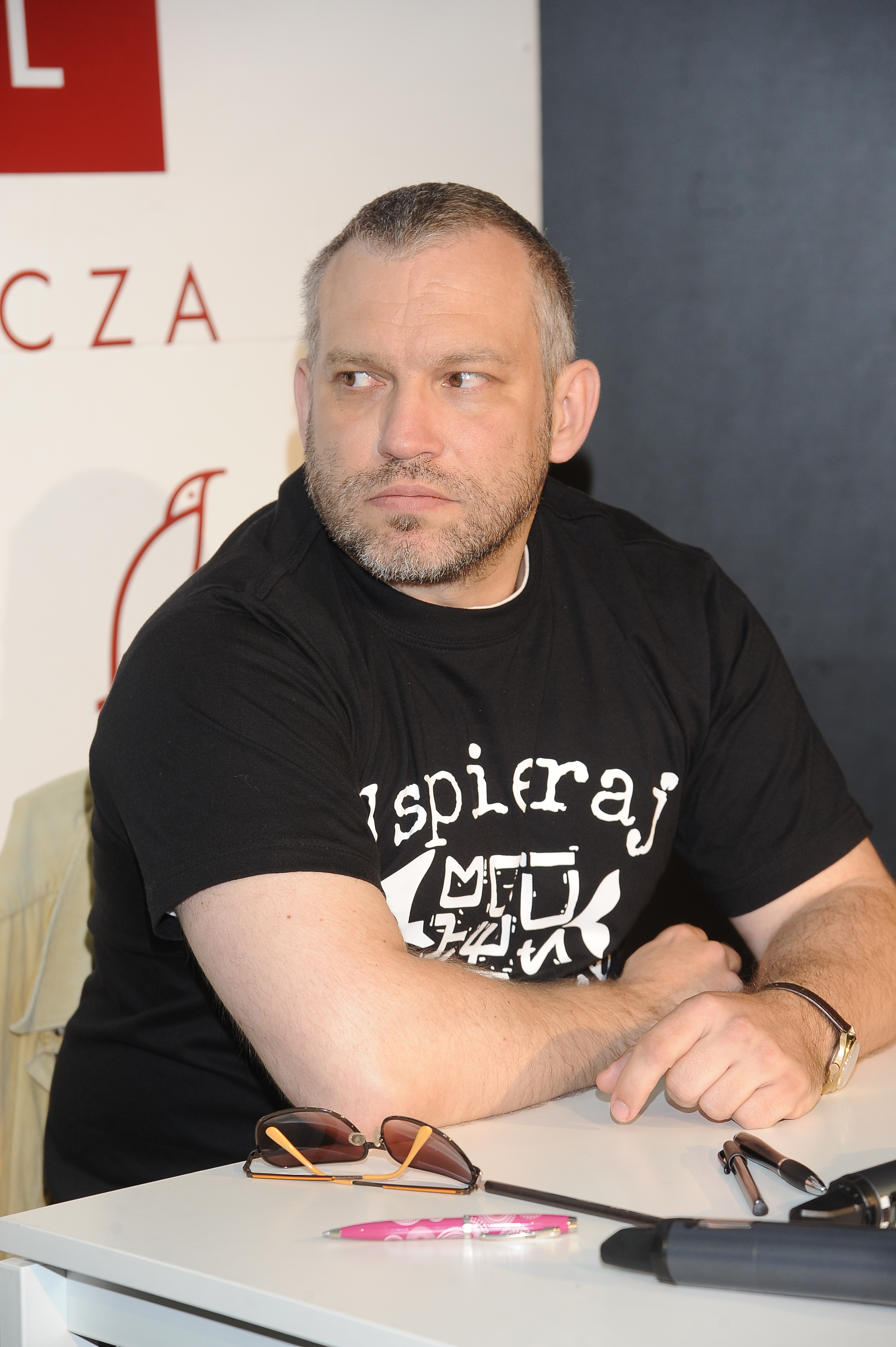
Mariusz Czubaj, laureat Nagrody Wielkiego Kalibru za 2009 i 2017

Dotychczasowymi laureatami nagrody są:
- 2004 – Marek Krajewski, Koniec świata w Breslau
- 2005 – Paweł Jaszczuk, Foresta Umbra
- 2006 – Marek Harny, Pismak
- 2007 – Marcin Świetlicki, Dwanaście
- 2008 – Zygmunt Miłoszewski, Uwikłanie
- 2009 – Mariusz Czubaj, 21:37
- 2010 – Joanna Jodełka, Polichromia
- 2011 – Gaja Grzegorzewska, Topielica[2]
- 2012 – Zygmunt Miłoszewski, Ziarno prawdy
- 2013 – Marta Guzowska, Ofiara Polikseny[3]
- 2014 – Marcin Wroński, Pogrom w przyszły wtorek[4]
- 2015 – Wojciech Chmielarz, Przejęcie[5]
- 2016 – Jakub Szamałek, Czytanie z kości[6]
- 2017 – Mariusz Czubaj, R.I.P.[7]
- 2018 – Ryszard Ćwirlej, Tylko umarli wiedzą[8]
- 2019 – Robert Małecki, Skaza[9]
- 2020 – Jędrzej Pasierski, Roztopy[10]
- 2021 – Anna Kańtoch, Wiosna zaginionych[11]
- 2022 – Grzegorz Dziedzic, Żadnych bogów, żadnych panów[12]
- 2023 – Marek Stelar, Krzywda[13]
- 2024 – Agnieszka Graca, Czarny poniedziałek[14]
- 2025 – Weronika Mathia, Szept[15]

## Nagroda Czytelników Wielkiego Kalibru
Od 2012 przyznawana jest również Nagroda Czytelników Wielkiego Kalibru, której laureatami są:
- 2012 – Jakub Szamałek, Kiedy Atena odwraca wzrok.
- 2013 – Marcin Wroński, Skrzydlata trumna[3]
- 2014 – Marcin Wroński, Pogrom w przyszły wtorek[4]
- 2015 – Katarzyna Bonda, Pochłaniacz[5]
- 2016 – Remigiusz Mróz, Kasacja[6]
- 2017 – Ryszard Ćwirlej, Śliski interes[7]
- 2018 – Ryszard Ćwirlej, Tylko umarli wiedzą[8]
- 2019 – Wojciech Chmielarz, Żmijowisko[9]
- 2020 – Robert Małecki, Wada[10]
- 2021 – Tomasz Duszyński, Glatz. Kraj Pana Boga[11]
- 2022 – Joanna Opiat-Bojarska, Oni[12]
- 2023 – Maciej Siembieda, Katharsis[13]
- 2024 – Marek Stelar, Milczenie[14]
- 2025 – Weronika Mathia, Szept[15]

## Nagroda Specjalna im. Janiny Paradowskiej
Ufundowana w 2017 przez Fundację Świat ma Sens, by uczcić pamięć zmarłej Janiny Paradowskiej, wieloletniej przewodniczącej Kapituły Nagrody Wielkiego Kalibru.
- 2017 – Bartosz Szczygielski, Aorta[7]
- 2018 – Anna Kańtoch, Wiara[8]
- 2019 – Igor Brejdygant, Rysa[9]
- 2020 – Ida Żmiejewska, Warszawianka[10]
- 2021 – Olgierd Hurka, Znamię[11]
- 2022 – Anna Rozenberg, Maski pośmiertne[12]
- 2023 – Anna Potyra, Pakt[13]
- 2024 – Juliusz Machulski, Wisząca małpa[14]
- 2025 – Maciej Rożen, Zła krew[15]

## Honorowa Nagroda Wielkiego Kalibru
Honorowa Nagroda Wielkiego Kalibru  trafia w ręce polskich lub zagranicznych autorów, których organizator uzna za wybitnych twórców gatunku. Dotychczasowymi laureatami są:
- 2005 – Aleksandra Marinina oraz Boris Akunin
- 2006 – Joanna Chmielewska oraz Jeffery Deaver
- 2007 – Marek Krajewski oraz Leonid Józefowicz
- 2008 – Tatiana Polakowa
- 2010 – Jo Nesbø
- 2011 – Maj Sjöwall
- 2012 – Anne Holt oraz Kathy Reichs
- 2013 – Walter Mosley[3]
- 2014 – Henning Mankell[4]
- 2015 – Håkan Nesser[5]
- 2016 – Tess Gerritsen, Pierre Lemaitre oraz Peter Robinson[6]
- 2018 – Arnaldur Indriðason[8]
- 2019 – Bernard Minier[9]
- 2020 – Zygmunt Miłoszewski[10]
- 2023 – B.A. Paris[13]
- 2025 – Juan Gómez-Jurado[15]